# 8 Oszmiańska Brygada Armii Krajowej
8 Oszmiańska Brygada AK – polski oddział partyzancki Okręgu Wilno Armii Krajowej.
Dowódcą brygady był por. Witold Turonek ps. „Tur”.
Na początku czerwca 1944 żołnierze oddziału ulokowali się w Dziewieniszkach z głównym zadaniem ubezpieczenia stacjonujących tu sztabów Okręgu i Inspektoratu.
W lipcu 1944 w ramach Zgrupowania nr 3 Okręgu AK Wilno wzięła udział w operacji Ostra Brama. Liczyła ok. 300 partyzantów.

## Poprzednicy brygady
W 1942 powstały podporządkowane komendantowi Wojskowego Ośrodka Pogotowia Bojowego por. Witoldowi Turonkowi „Tur” dwa konspiracyjne plutony – pchor. Stanisława Dawidowskiego „Naboja” oraz sierż. Władysława Leszczewicza „Gołąba”. Stanowiły specjalną grupę bojową. Wykonywały zadania dywersyjne i osłaniające ludność. Od lata 1943 grupa działała wzdłuż szlaku Wilno – Oszmiana – Wołożyn.
Akcja na szlaku została okupiona ceną dwóch zabitych. 31 grudnia 1943 pluton „Naboja” uderzył na posterunek ochrony kolei w Gudohajach. Napad zakończył się powodzeniem, a jej dowódca został awansowany do stopnia podporucznika.
9 lutego 1944 rozkazem mjr. Zdzisława Dębickiego „Jaremy”, inspektora Okręgu F, plutony zostały ujawnione i z Horodnik (w pobliżu drogi Oszmiana – Graużyszki) wyruszyły w pole już jako III oddział partyzancki Inspektoratu AK Oszmiana. Komendantem III OP mianowano por. „Tura”. Oddział operował w rejonie Holszan, na pograniczu wołożyńskim. W drugiej połowie marca przegrupował się do północnej części powiatu oszmiańskiego na terenach przyległych do Wilii. Działania polegały na likwidowaniu bądź wypieraniu zbrojnych grup sowieckich, patroli policyjnych litewskich i białoruskich, niszczeniu lub konfiskowaniu wszelkiej dokumentacji mogącej służyć okupantom. Stoczono potyczki pod Kulikami i Hutą, a z oddziałem sowieckim pod Korabami. Dokonano uderzenia na posterunek policji litewskiej w Kucewiczach. Wspólnie z oddziałem Tońki walczono z policją litewską i uzbrojoną grupą Organizacji Todta w Ostrowcu Szumskim. Działania oddziału „Tura” i towarzyszącej mu grupy „Marsa” wspierał VI OP „Nietoperza”.
W lutym i marcu „Tur” stracił trzech poległych. Był to udział III OP w cenie, jaką partyzantka oszmiańska musiała zapłacić za przejęcie przez AK kontroli nad południową i wschodnią Oszmiańszczyzną.

## W ramach Zgrupowania „Jaremy”
10 kwietnia Oddział „Tura” został przemianowany na 8 Oszmiańską Brygadę AK. Weszła ona w skład 3 Zgrupowania AK „Jaremy”. Brygada kwiecień poświęciła na przeprowadzenie ćwiczeń i szkolenie nowo przybyłych ochotników, organizowała swe służby i siatkę konspiracyjną. W okresie tym doszło do nieznacznych potyczek z policją litewską. Brygada nękała okupanta na szlakach komunikacyjnych i dezorganizowała prace polowe w kontrolowanych przez niego dużych gospodarstwach rolnych. Jednocześnie przygotowywała się do działań obronnych skierowanych przeciw nowo powstałej policyjnej formacji kolaborantów litewskich gen. Plechawicziusa. Oddziały tej formacji dokonywały licznych aktów terroru wobec ludności polskiej.
Pod koniec kwietnia wyznaczono koncentrację Zgrupowania nr 3 Okręgu Wilno Armii Krajowej. Miała ona nastąpić w rejonie miejscowości Klewica, Graużyszki, Wojsznaryszki. 8 Brygada stawiła się na koncentrację i została zakwaterowana w Graużyszkach. Liczyła wtedy około 200 uzbrojonych żołnierzy-partyzantów.
6 maja pod Graużyszkami i Adamowszczyzną doszło do pierwszego boju brygady z formacją Plechaviciusa. Batalion z korpusu posiłkowego wyruszył z Oszmiany w kierunku Graużyszek. Dochodząc do spalonego mostu przez Graużankę, zszedł z traktu i skręcił do niedużej wsi Sieńkowszczyzna, gdzie zaczął mordować cywilnych mieszkańców i podpalać zabudowania. Mieszkańcy ratowali się ucieczką. Na pomoc mieszkańcom jako pierwszy ruszył pluton por. „Żagla”, a za nim ruszyły pozostałe plutony brygady. Polacy uderzyli z takim impetem, Litwini, mimo przewagi liczebnej, nie wytrzymali uderzenia i zaczęli wycofywać się. Brygada wsparta przez część sił 13 Brygady „Nietoperza”, doszczętnie rozbiła kompanię litewską 308 batalionu. Straty nieprzyjaciela to ponad 30 zabitych i rannych oraz ponad 40 jeńców. Straty własne – 2 zabitych i jeden zmarły z ran, kilkunastu rannych. Zmarli zostali pochowani w Graużyszkach. 
W nocy z 13 na 14 maja 8 Brygada we współdziałaniu z 3 Brygadą „Szczerbca” stoczyła kolejny bój z oddziałami Plechaviciusa. Wspólnym zadaniem „Tura” i „Szczerbca” było rozbicie dwóch kompanii litewskich w Murowanej Oszmiance. Trzecią z kompanii litewskich, rozmieszczoną w Tołminowie miała związać walką 13 Brygada „Nietoperza”. Ubezpieczała 9 Brygada „Małego” oraz 12 Brygada „Cerbera”.
8 Brygada „Tura”, po krótkiej nawale ogniowej, uderzyła od wschodu, przełamała linię obrony i wdarła się do centralnej części miasteczka. Utrzymała ją do momentu, gdy od zachodu, z marszu uderzyła Brygada „Szczerbca”, forsując zachodnią linię obrony i nawiązując w centrum miejscowości styczność z 8 Brygadą. Litwini złożyli broń. Nieprzyjaciel stracił 23 zabitych, do niewoli trafiło ponad 230 jeńców.
Bezpośrednio po bitwie pod Murowaną Oszmianką brygada i podjęły forsowny marsz w kierunku Kucewicz i Nowosiółek z zadaniem rozbicia ostatniej z grup Plechawicziusa w powiecie oszmiańskim. Na wiadomość o zbliżaniu się oddziałów AK Litwini wycofali się do Oszmiany. Kilka dni później internowali pozostałości formacji litewskich kolaborantów. Od 1 czerwca do 5 lipca brygada kwaterowała w Dziewieniszkach z zadaniem osłony sztabu polowego Komendy Okręgu AK. Kontynuowała też działalność bojową. Ważniejsze akcje tego okresu to: działania przeciw grupom partyzantów sowieckich w lasach klewickich, zajęcie Holszan i próba rozbicia tamtejszej załogi policyjnej, zasadzki na szosie Wilno–Oszmiana oraz na trakcie Oszmiana–Wołożyn, przechwytywanie niemieckich pojazdów samochodowych, wyparcie kompanii białoruskiej formacji policyjnej w Malinowszczyźnie, w pobliżu traktu wołożyńskiego. Z taborów porzuconych przez Białorusinów zabrano dużą ilości amunicji do broni produkcji francuskiej, zdobytej w Graużyszkach i Murowanej Oszmiance.
W pierwszej dekadzie czerwca brygady 3 Zgrupowania otrzymały rozkaz zlikwidowania posterunku policji litewskiej w Holszanach rozmieszczony w budynku szkoły. 8 Brygada „Tura” miała opanować centrum Holszan i rozbroić posterunek niemieckiej żandarmerii. Akcję zaplanowano na 8 czerwca, godz. 23.00. Niestety, jeszcze przed tym czasem, do Holszan przybyła kolumna pięciu niemieckich czołgów. Holszany w tym czasie już były zajęte przez 8 Brygadę, która gotowa była uderzyć na posterunek żandarmerii. W tych warunkach nastąpiło odwołanie akcji. Wszczęcie walki oznaczało spalenie wielu zabudowań w samym mieście.
Po akcji na Holszany brygada miała kilka drobnych potyczek z oddziałami wojska niemieckiego, litewską policją i konwojami samochodowymi na szosie Wilno–Oszmiana. Zarekwirowała też tabor samochodowy straży pożarnej w Oszmianie. 20 czerwca osłaniała akcję III batalionu 77 pp z Okręgu Nowogródzkiego w Trabach walczącego z oddziałem niemieckim, a 25 czerwca w Michałowszczyźnie przeprowadziła udaną akcję, w toku której został rozbity oddział białoruskiej formacji wojskowej.
W sumie, w okresie od kwietnia do czerwca 1944 brygada przeprowadziła 9 akcji bojowych.

## Działania w okresie Akcji „Burza”
W końcu czerwca brygada weszła w skład Zgrupowania nr 3 Okręgu Wilno Armii Krajowej. 
W pierwszych dniach lipca na te tereny spłynęły z lasów oddziały sowieckiej partyzantki, które żądały złożenia broni przez polskie oddziały. Prawdopodobnie z tej przyczyny 8 Brygada nie mogła wykonać dywersji i sabotażu w ramkach akcji „Burza”. Z powodu przyspieszonego natarcia sowieckiego brygada przesunęła się w kierunku Wilna, na pozycje wyjściowe do uderzenia na Wilno.
Walki w ramach operacji Ostra Brama
Wieczorem 6 lipca, brygada wyruszyła w składzie trzech kompanii. Została przydzielona do Zgrupowania mjr. „Pohoreckiego”. Zgodnie z rozkazem otrzymanym na odprawie we dworze Czarna od inspektora „A”, 8 Brygadzie „Tura”, przydzielono do natarcia odcinek od Kolonii Kolejowej włącznie, do wsi Góry wyłącznie. Miała nacierać po osi Kolonia Kolejowa – Markucie – ul. Subocz i dalej w kierunku ostatecznego celu ataku na pl. Katedralny. Z jej prawej strony nacierała 3 Brygada „Szczerbca”. Sąsiadem z lewej miał być III batalion nowogródzki 77 pp AK (UBK).
Podstawę wyjściową do natarcia w rejonie Kolonii Kolejowej brygada zajęła wspólnie z 3 Brygadą 6 lipca o 23:00 i wspólnie ze „Szczerbcem” rozpoczęła natarcie. Na wysokości Kolonii Kolejowej na skraju lasu partyzanci natknęli się na nierozpoznane wcześniej ubezpieczenia niemieckie. Były to dwa nie obsadzone bunkry betonowe połączone rowami łącznikowymi. Znajdowały się w nich tylko środki dyżurne. Pozostali żołnierze spali w pobliskich zabudowaniach. Zaskoczenie było obopólne Niemcy wybiegali w bieliźnie, a „Tur” nie bardzo zdawał sobie sprawę, że przekracza pierwszą linię umocnień. Dalej partyzanci zaatakowali przystanek kolejowy w Kolonii. Byli pierwsi zabici i ranni. W momencie obsadzania przez brygadę stacji kolejowej wjechał na nią pociąg pancerny. „Tur” zaatakował go częścią sił. Pociąg ruszył jednak i odjechał w stronę Wilna. W ferworze walki zapomniano uszkodzić tory kolejowe i unieruchomić pociąg. Dopiero po jego odjeździe rozkręcono szyny, by nie dać zaskoczyć się powtórnie.
Natarcie wznowiono w kierunku ul. Subocz. Mocno uzbrojone betonowe bunkry były jednak nie do zdobycia. Na zachodnim zboczu wzgórz Kolonii Kolejowej natarcie załamało się. Zatrzymaną brygadę Niemcy ostrzeliwali ogniem broni maszynowej oraz artylerią i moździerzami. Także lotnictwo z broni pokładowej ostrzeliwało pozycje brygady. Kolejna próba zaatakowania pozycji niemieckich nie powiodła się. 
Brygada straciła 15 poległych i kilkunastu rannych.

## Od brygady do oddziału „Tumrego”
Po południu 7 lipca pododdziały brygady nawiązały pierwszy kontakt z grupą sowieckich zwiadowców. Wieczorem „Tur” otrzymał pisemny rozkaz dowódcy 1 Zgrupowania mjr. Antoniego Olechnowicza „Pohoreckiego” rozwiązania brygady i przejścia do konspiracji. „Tur” rozkaz wykonał. Następnego dnia rozkaz cofnął „Wilk”, dymisjonując „Pohoreckiego”. Od 11 lipca brygada, ponownie zmobilizowana, stacjonowała już w Doubianach, w rejonie akowskiej koncentracji. 15 lipca tworzono plany, w których brygada miała być przeformowana w 2 batalion 86 pułku piechoty nowo formowanej 19 Dywizji Piechoty. W tej atmosferze brygada wyruszyła do Oszmiany. 17 lipca maszerowała do Doubian. Pod wieczór, w rejonie wsi Murzyny, partyzanci otrzymali wiadomość o aresztowaniu „Wilka” i jego sztabu. Po ocenie sytuacji i naradzie rozkaz komendanta brzmiał: ochotnicy pozostają pod bronią, wszyscy pozostali żołnierze przechodzą do konspiracji.
8 Brygada trwała jeszcze pod bronią prawie miesiąc. Liczyła około stu ludzi, zorganizowanych w dwa plutony, zwiad i drużynę wsparcia (granatnik, dwa erkaemy). Działała w bagnistych lasach i zaroślach nad Mereczanką, jej patrole prowadziły intensywną działalność rozpoznawczą, usiłując określić możliwość przebicia się ku Wiśle. Około połowy sierpnia 1944 „Tur” podjął decyzję powrotu ostatniego oddziału brygady do konspiracji.
Ostatni akord w dziejach 8 Brygady AK „Tura” przypada na grudzień 1944 i styczeń 1945. W połowie grudnia „Tur” zmobilizował tych, co ocaleli z aresztowań, wywózek i wcielenia do armii. Sam przybrał nowy pseudonim – „Tumry”. W ten sposób powstał Oddział Partyzancki „Tumrego”. Przyszło mu działać w zupełnie innych uwarunkowaniach polityczno-militarnych.

## Skład i obsada personalna w czerwcu 1944
- dowództwo

dowódca – por. Witold Turonek „Tur”
zastępca dowódcy – por. Jan Józef Zygowiec „Góral”
szef – st. sierż. Bronisław Szuliniewicz „Wąs”
kwatermistrz – plut. Władysław Leszczewicz „Gołąb”
lekarz – dr Anatoliusz Bale „Ponury”
łącznik – Stefania Czenko „Czyżyk”
- trzy plutony strzeleckie (kompanie)
- pluton zwiadu konnego
- pluton broni towarzyszących
- pluton samochodowy
- drużyny: zwiadu kolarskiego, minersko-saperska, żandarmerii, samochodowa
- sekcje: medyczna, łączności
- gospodarcza baza zaopatrzenia oddziałów polowych wraz z siecią ukrytych punktów magazynowania i zbrojownią
- szpital polowy w Onżadowie
- zbiorczy pluton szkolny

Brygada liczyła ponad 300 ludzi.
Napływ na początku lipca ludzi do brygady kierowanych z konspiracji i zwykłych ochotników spowodował rozwinięcie jej struktury organizacyjnej. Zmiany te, rozpoczęte w Dziewieniszkach pod koniec czerwca, zostały pośpiesznie zakończone już w Kosinie Dolnej, opodal szosy Wilno – Oszmiana, dokąd 5 lipca rzucił Brygadę rozkaz wymarszu.